# Lydbrook
Lydbrook – wieś w Anglii, w hrabstwie Gloucestershire, w dystrykcie Forest of Dean. Leży 24 km na zachód od miasta Gloucester i 174 km na zachód od Londynu.